# 이새목
이새목(Heterostropha)은 이전에 이새상목에 속하는 바다 달팽이 목으로 사용된 복족류 분류이다. 1997년 폰더와 린드버그의 복족류 분류에서 사용되었다. 현재, 2005년의 부쉐 & 로크루아의 복족류 분류에서는 더 이상 사용하지 않는다. 이 목에 속했던 연체동물은 일종의 종속영양 원각을 갖는다.

## 하위 분류
- 비자고둥과 (Acteonidae) (Orbigny, 1842)
- 회오리고리고둥과 (Amathinidae)
- 수레바퀴고둥과 (Architectonicidae) (Gray, 1850)
- 코르니로스트라과 (Cornirostridae)
- 투명가시고둥과 (Ebalidae)
- 마틸다과 (Mathildidae) (Dall, 1889)
- 오말로기라과 (Omalogyridae) (P. Fischer, 1885)
- 회오리고둥과 (Pyramidellidae) (Gray, 1840)
- 리소엘라과 (Rissoellidae) (Gray, 1850)
- 발바타과 (Valvatidae)